# Francisco López Villaescusa
Fray Francisco López Villaescusa (Alpera, Albacete, 10 de enero de 1781 - postt 1850), fue un religioso capuchino y humanista español.
Siendo muy niño entró en el convento de los capuchinos de Caudete. Dirigió a las Cortes Constituyentes de 1812 una célebre Exposición razonada que trazaba un plan político de contenidos liberales. 
Peregrinó dos veces a Roma a pie, tomando nota de las bibliotecas y curiosidades históricas y monumentales que visitaba. 
Fue en su pueblo natal catedrático de Humanidades. Dejó numerosos escritos a su muerte, poemas y trabajos históricos, que se han perdido o extraviado.
- Datos: Q5866597